# Grumantbyen

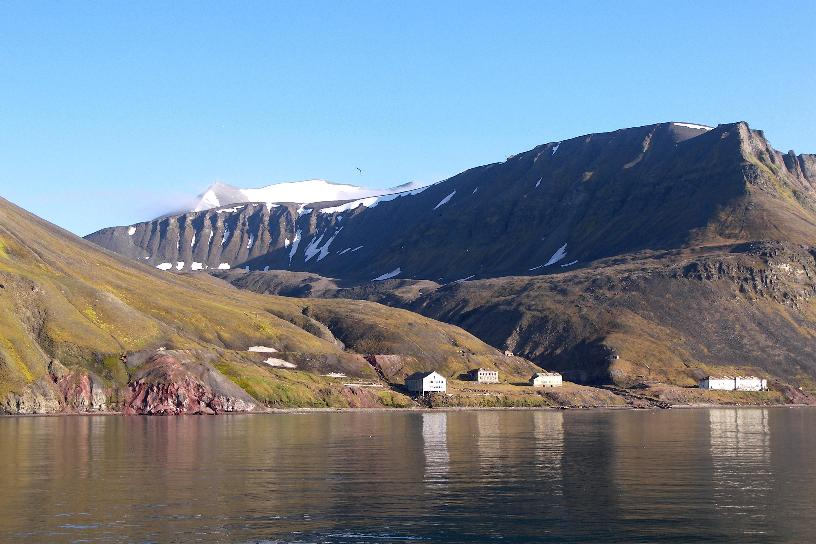
Grumantbyen vid Isfjorden. Längst till höger administrationsbyggnaden

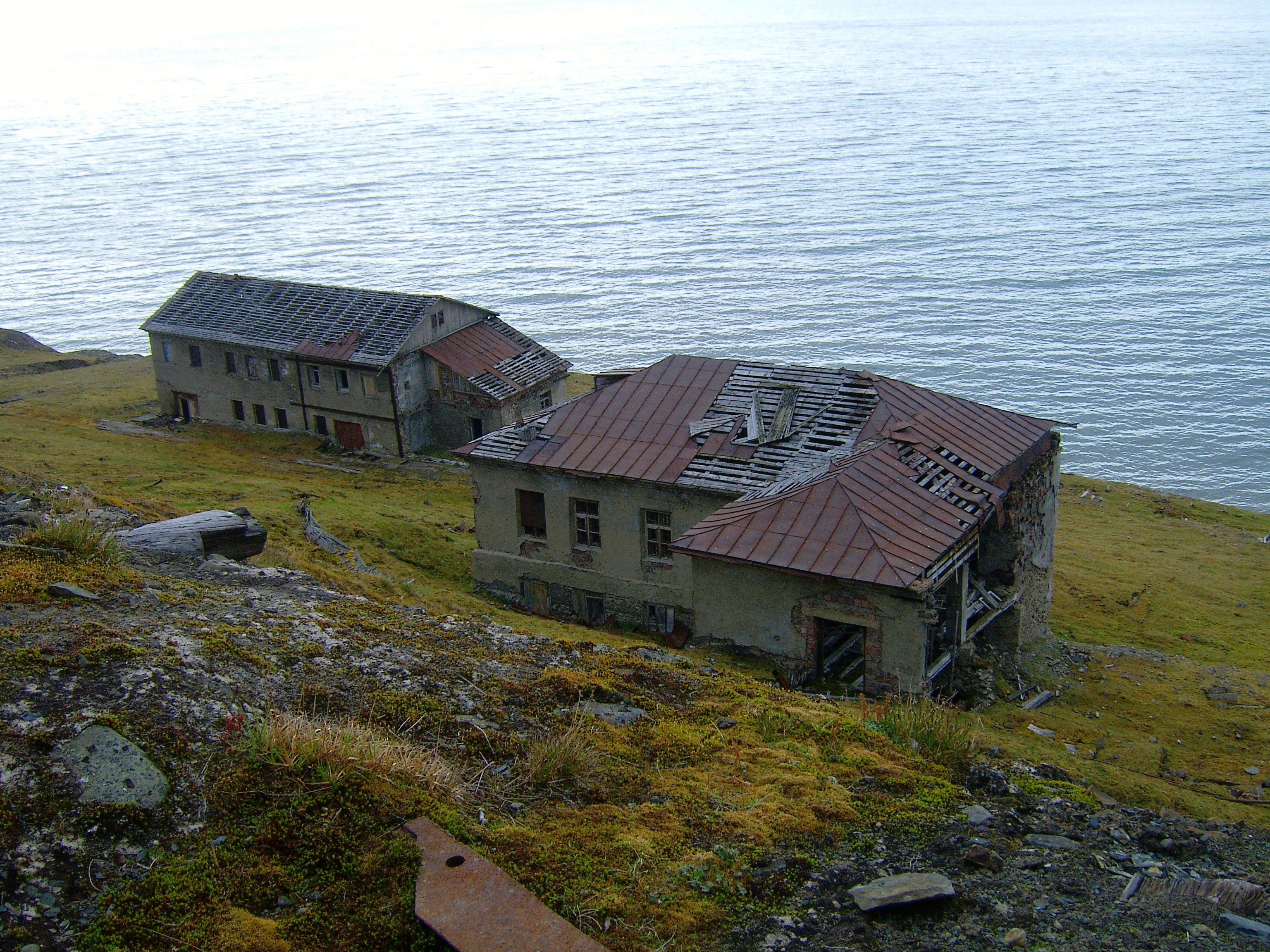
Grumant, 2007

Grumantbyen, eller Grumant, är ett övergivet ryskt kolgruvesamhälle vid Isfjorden på Spetsbergen i Svalbard. 
Namnet Grumant är ett pomoriskt namn för hela Svalbard och kan komma av en förväxling med Grönland. Grumantbyen grundades efter det att en rysk expedition 1912 under Wladimir Russanow hade hittat kol där. År 1913 bildades "Grumant A. G. Agafeloff & Co.", vilket anlade Grumant 1919. Bolaget ersattes 1920  av "'Anglo-Russian Grumant Co., Ltd." och 1923 av "Russki Grumant Ltd." På grund av dåliga hamnförhållanden anlades 1926 en 0,4 meters smalspårsjärnväg västerut till Colesbukta, där en utskeppningshamn anlades. År 1932 övertog det sovjetiska bolaget Arktikugol gruvdriften och fortsatte den till 1962.
Samhället hade som mest, 1951–1952, drygt 1.100 invånare och var då Svalbards största samhälle. Grumantbyen övergavs 1965. Flertalet hus revs, och kvarvarande byggnader är svårt förfallna.

## Rysk fältsork
Gnagararten rysk fältsork infördes till Svalbard någon gång mellan 1920 och 1960. Man tror att de första individerna kom från Leningradområdet med höfoderförsändelser till Grumantbyen.
Musen har blivit talrik i området. Den är mellanvärd till bandmasken Echinococcus multilocularis ("Rävens dvärgbandmask"), som sannolikt kommit med över isen invandrade fjällrävar från ryska Arktis. Parasiten smittar till människor.